# You Want This
A You Want This Janet Jackson amerikai pop- és R&B-énekesnő hetedik kislemeze ötödik, janet. című albumáról. A dal részleteket használ fel a The Supremes Love Child és a Kool and the Gang Jungle Boogie című számából. Egyes változataiban MC Lyte rappel.

## Fogadtatása
A You Want This az USA-ban a Billboard Hot 100 nyolcadik, a Billboard R&B/Hip Hop Singles & Tracks slágerlista kilencedik helyéig jutott. A világ többi részén mérsékelt sikere volt, a legtöbb országban a Top 30-ba került.
Az Egyesült Államokban aranylemez lett.

## Videóklip és remixek
A dal videóklipjét Keir McFarlane rendezte. A klipben Jackson és barátnői egy motelszobában beszélgetnek, majd összepakolnak és kihordják a holmijukat a kocsiba. Közben két fiatalember érkezik a motelba. Janet énekelni kezdi nekik a dalt, a második versszak után azonban a lányokkal együtt beülnek az autókba és elmennek. Később visszatérnek a férfiakhoz, kocsival kiüldözik őket a sivatagba, ahol autóval köröznek körülöttük, MC Lyte rappel, Janet pedig táncol. Ezután a lányok elhajtanak, és otthagyják a fiúkat.
A klipnek fekete-fehér és színes változata is készült, mindkettő megtalálható a janet. című videókazettán (7 másik klippel együtt), a színes változat pedig az All for You album új kiadásának bónusz DVD-jén is.
A kislemezeken B-oldalként három dal fordul elő: az albumon is szereplő New Agenda, illetve a Janet.Remixed albumon és más kislemezek B-oldalán is szereplő And On And On és 70’s Love Groove.

### Hivatalos remixek, változatok listája
- Dewey B Disco Theory [No Rap] (6:14)
- Dewey B Disco Theory feat. MC Lyte (6:14)
- Funk Extravaganza (7:42)
- LP Edit (4:15)
- Mafia & Fluxy Dancehall Remix (4:31)
- Mafia & Fluxy Club Mix (6:28)
- E Smoove’s Anthem 7" feat. MC Lyte (4:24)
- E-Smoove’s House Anthem feat. MC Lyte (9:43)
- E Smoove’s Anthem Dub feat. MC Lyte (6:32)
- Remix w/ MC Lyte (4:46)
- Smoove Soul 7" feat. MC Lyte (4:16)
- Smoove Soul 12" feat. MC Lyte (6:20)
- Spoiled Milk. Remix feat. Got Milk, Mekhi P., & Steve D. (4:44)
- Underdub (7:21)

## Változatok[1]
| 7" kislemez (USA, Egyesült Királyság) CD kislemez (Hollandia) Mini CD (Japán) 1. You Want This (Remix) 2. New Agenda 12" maxi kislemez (USA) 1. You Want This (Mafia & Fluxy Club Mix) 2. You Want This (Mafia & Fluxy Dancehall Mix) 3. You Want This (Spoiled Milk Remix) 4. You Want This (Remix) 5. New Agenda 6. 70’s Love Groove 12" maxi kislemez (Egyesült Királyság) 1. You Want This (E-Smoove’s House Anthem) 2. You Want This (E-Smoove’s Anthem Dub) 3. You Want This (Underdub) 4. You Want This (Disco Theory) 5. You Want This (E-Smoove’s Soul 7") CD maxi kislemez (Egyesült Királyság, Hollandia) 1. You Want This (Remix) 2. You Want This (E-Smoove’s Anthem 7") 3. You Want This (Mafia & Fluxy Dancehall Mix) 4. You Want This (Spoiled Milk Remix) 5. You Want This (Disco Theory) 6. You Want This (Funk Extravaganza) 7. You Want This (E-Smoove’s Soul 12") CD maxi kislemez (USA) 1. You Want This (Remix) 2. You Want This (LP Edit) 3. You Want This (Mafia & Fluxy Dancehall Mix) 4. You Want This (Spoiled Milk Remix) 5. New Agenda 6. 70’s Love Groove | CD maxi kislemez (Egyesült Királyság) 1. You Want This (LP Edit) 2. You Want This (Mafia & Fluxy Club Mix) 3. 70’s Love Groove 4. And On And On Kazetta (USA) + poszter 1. You Want This (Disco Theory – No Rap) 2. You Want This (E-Smoove’s House Anthem) 3. 70’s Love Groove 4. You Want This (E-Smoove’s Underdub) 5. You Want This (E-Smoove’s Anthem Dub) 6. You Want This (Smoove’s Soul 12") Kazetta (USA) 1. You Want This (Remix) 2. You Want This (Mafia & Fluxy Dancehall Mix) 3. New Agenda 4. 70’s Love Groove Kazetta (Egyesült Királyság) 1. You Want This (Remix) 2. 70’s Love Groove 3. You Want This (Mafia & Fluxy Dancehall Mix) 4. And On And On |

## Helyezések
| You Want This (1994)                                | Legmagasabb helyezés |
| --------------------------------------------------- | -------------------- |
| USA Billboard Hot 1002                              | 8                    |
| USA Billboard Hot 100 Airplay                       | 9                    |
| USA Billboard Hot 100 R&B/Hip Hop Singles & Tracks2 | 9                    |
| USA Billboard Adult Contemporary2                   | 32                   |
| USA Billboard Hot Dance/Club Play1                  | 9                    |
| USA Billboard Hot Dance Music/Maxi Single Sales1    | 9                    |
| USA Billboard Rhythmic Top 402                      | 6                    |
| USA Billboard Top 40 Mainstream2                    | 10                   |
| USA ARC Top 40                                      | 3                    |
| Ausztrál ARIA Top 50                                | 16                   |
| Brit kislemezlista                                  | 19                   |
| Dél-afrikai kislemezlista                           | 19                   |
| Holland kislemezlista                               | 27                   |
| Kanadai kislemezlista                               | 3                    |
| Német kislemezlista                                 | 90                   |

| 70’s Love Groove (1994)               | Legmagasabb helyezés |
| ------------------------------------- | -------------------- |
| USA Billboard Hot R&B/Hip Hop Airplay | 45                   |

1 You Want This

2 You Want This/70’s Love Groove